# Villa Eugen Coupienne

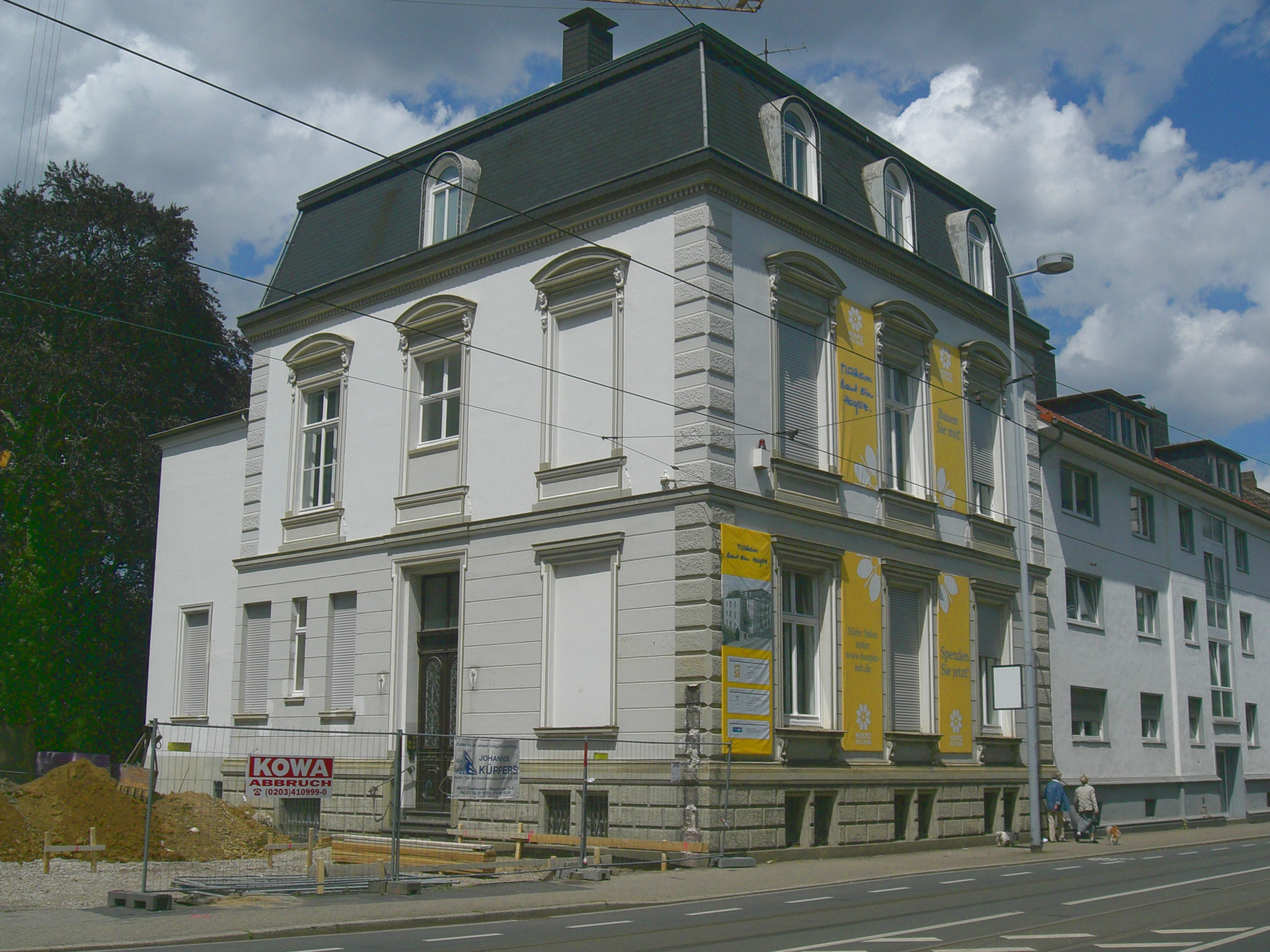
Villa Eugen Coupienne

Die Villa Eugen Coupienne ist eine Unternehmervilla in Mülheim an der Ruhr. Sie wurde in den Jahren 1872 bis 1875 nach den Plänen eines unbekannten Architekten für den Mülheimer Lederfabrikanten Eugen Coupienne errichtet.
Das repräsentative Gebäude liegt an der Friedrichstraße, im Volksmund auch als „Straße der Millionäre“ bezeichnet.